# The Unforgivable
The Unforgivable (englisch für ‚Das Unverzeihliche‘) ist ein Filmdrama von Nora Fingscheidt. Der für Netflix produzierte Film war ab dem 10. Dezember 2021 als Video-on-Demand abrufbar.

## Handlung
Ruth Slater wird nach Verbüßung einer 20-jährigen Haftstrafe wegen Mordes aus dem Gefängnis entlassen. In Rückblenden erfährt man, dass sie einen Sheriff bei der Zwangsräumung ihres Hauses erschossen hatte, in dem sie sich gemeinsam mit ihrer damals 5-jährigen Schwester Katie befunden hatte. Ihr Bewährungshelfer quartiert sie in einem völlig heruntergekommenen Wohnheim für straffällig gewordene Frauen ein. Aufgrund ihrer Vorgeschichte findet sie keine qualifizierte Arbeit und muss einen unangenehmen Job in einer Fischfabrik annehmen. Ihre Bewährungsauflagen untersagen ihr, die Opferfamilie und ihre jüngere Schwester zu treffen, welche seit Ruths Gefangennahme in einer Adoptivfamilie lebt und keine konkrete Erinnerung mehr an ihr ursprüngliches Leben hat.
Beim Versuch, Katie aufzuspüren und wieder Kontakt zu ihr aufzunehmen, wird Ruth von dem Anwalt John Ingram unterstützt. John bewohnt inzwischen mit seiner Frau Liz Ruths und Katies Elternhaus, wodurch die beiden einander kennenlernen.
John findet heraus, wo Katie und ihre Familie leben. Er wendet sich an die Adoptiveltern, die widerwillig einem anonymen Treffen mit Ruth zustimmen. Während des Treffens findet Ruth heraus, dass sie Katie absichtlich nichts von ihr erzählt und alle Briefe zurückgehalten haben, die sie während ihrer Gefängnisjahre an Katie geschrieben hat. Sie sagen Ruth, dass Katie sie überhaupt nicht kennt oder sich überhaupt nicht an sie erinnert, und dass es für sie das Beste wäre, wenn das so bleibt.
Emily, Katies jüngere Adoptivschwester, hört, wie ihre Eltern über Ruth reden, und entdeckt die Briefe. Während sie sie liest, ist Emily von Ruths Worten berührt und bricht in Tränen aus. Emily nimmt Kontakt zu Ruth auf und vereinbart ein Treffen. Am Ende ihres Treffens informiert Emily Ruth, dass Katie später am Tag eine musikalische Aufführung in einem örtlichen Auditorium haben wird.
Ruth kehrt zum Haus der Ingrams zurück, um mit John über die Annäherung an Katie zu sprechen, doch trifft nur auf dessen Frau Liz, die aufgrund von Ruths Vergangenheit nicht gut auf diese zu sprechen ist. Durch Rückblenden wird in diesem Moment enthüllt, dass es die fünfjährige Katie war, die tatsächlich den Schuss abgefeuert hatte, der den Sheriff tötete, aber Ruth hatte die Schuld auf sich genommen, um ihre kleine Schwester zu beschützen. Als Liz die Wahrheit erfährt, empfindet sie Mitgefühl für Ruth und fährt sie zum Konzert.
Steve, einer der beiden Söhne des damals getöteten Sherrifs, beobachtet Ruth seit ihrer Freilassung. 20 Jahre Gefängnisstrafe sind ihm an Vergeltung nicht genug und somit plant er, Katie zu entführen und umzubringen, damit Ruth ein ähnliches Schicksal erleiden muss wie er durch den Verlust seines Vaters. Allerdings entführt er Emily, weil er glaubt, sie sei Katie. Als Ruth beim Konzert ankommt, erhält sie einen Anruf von Steve, der Ruth auffordert, zu ihnen zu kommen. Liz fährt sie zum Ort und ruft, als sie sich der Situation bewusst wird, die Behörden an, während Ruth hineingeht. Steve erklärt seine Absicht, das Mädchen zu töten, aber als Ruth ihr Bedauern über alles, was passiert ist, zum Ausdruck bringt, kann er es nicht durchziehen. Ruth hilft Emily aus dem Zimmer, stellt sich dann der Polizei und Steve wird verhaftet. Ihr Bewährungshelfer trifft am Tatort ein und Ruth wird freigelassen. Als Ruth weggeht, bemerkt sie, dass Emilys Eltern und Katie gekommen sind, um Emily abzuholen, und Ruth und Katie treffen sich endlich wieder und umarmen einander.

## Entstehung und Veröffentlichung
| Figur          | Darsteller        | Deutscher Sprecher |
| -------------- | ----------------- | ------------------ |
| Ruth Slater    | Sandra Bullock    | Bettina Weiß       |
| John Ingram    | Vincent D’Onofrio | Christian Weygand  |
| Blake          | Jon Bernthal      | Martin Kautz       |
| Liz Ingram     | Viola Davis       | Martina Treger     |
| Michael Malcom | Richard Thomas    | Bernd Vollbrecht   |
| Keith Whelan   | Tom Guiry         | Gerrit Schmidt-Foß |
| Vincent Cross  | Rob Morgan        | Dietmar Wunder     |
| Katherine      | Aisling Franciosi | Jodie Blank        |
| Steve          | Will Pullen       | Tim Knauer         |
| Rachel Malcom  | Linda Emond       | Silke Matthias     |

Im August 2010 wurde erstmals berichtet, dass Graham King eine Spielfilmadaption zur im Jahr 2009 erschienenen britischen Miniserie Unforgiven zu produzieren beabsichtigte. Christopher McQuarrie wurde engagiert, die Regie zu führen und das Drehbuch zu schreiben, das ursprünglich Angelina Jolie in der Hauptrolle vorsah. McQuarrie, der zwischenzeitlich aufgrund seiner Arbeit an Jack Reacher verhindert war, sich dem Projekt zu widmen, wandte sich im Jahr 2013 wieder dem Drehbuch zu.
Im November 2019 wurde vermeldet, dass Sandra Bullock in dem damals noch unbetitelten Film mitspielen und als Produzentin über ihre Firma Fortis Films an dem Film beteiligt sein würde. Veronica Ferres schloss sich mit der Firma Construction Filmproduktion an. Außerdem wurde der Wechsel der Regie hin zu Nora Fingscheidt bekannt und berichtet, dass Netflix die Distribution des Films übernehmen würde.
Die Dreharbeiten begannen am Anfang Februar 2020 in Vancouver und sollten zwei Monate später am 9. April enden. Aufgrund der COVID-19-Pandemie wurden die Dreharbeiten jedoch Mitte März unterbrochen. Der Dreh wurde Anfang September desselben Jahres wieder aufgenommen und eineinhalb Monate später, am 15. Oktober, beendet. Kameramann Guillermo Navarro griff bei dem Film auf Red Digital Cinema Kameras und Arri Objektive zurück, die er zuvor bei Dolittle verwendet hatte. The Unforgivable ist eine der ersten Netflix-Produktionen, die in den Canadian Motion Picture Park Studios in Burnaby gedreht wurde. Die Filmmusik wurde in der Synchron Stage Vienna aufgenommen.
The Unforgivable war in der ersten Woche nach seiner Veröffentlichung mit 85,86 Millionen Stunden der meistgestreamte Film in den Netflix-Charts für englischsprachige Filme. In der dritten Woche wurde er von Don’t Look Up auf den zweiten Platz verdrängt. Laut Netflix erreichte der Film in den ersten 28 Tagen nach seiner Veröffentlichung 214,7 Millionen Stunden Spielzeit, womit er seinerzeit der fünft-meistgestreamte Film auf der Plattform war. Zudem war es der zweite Film mit Sandra Bullock, der es unter die zehn meistgestreamten Filme aller Zeiten auf Netflix schaffte, wo er den neunten Platz belegte. Außerdem startete der Film am 24. November 2021 in den südkoreanischen Kinos und spielte dort rund 13.000 $ ein.

## Kritiken
The Unforgivable erhielt ein eher schlechtes Presseecho, was sich auch in den Auswertungen US-amerikanischer Aggregatoren widerspiegelt. So erfasst Rotten Tomatoes mehrheitlich kritische Besprechungen und ordnet den Film dementsprechend als „Gammelig“ ein. Laut Metacritic fallen die Bewertungen im Mittel „Gemischt oder Durchschnittlich“ aus.
In Deutschland schrieb Kai Mihm in der Zeitschrift epd Film: „Im ersten Drittel beeindruckt The Unforgivable als atmosphärische Milieustudie über ein Justizsystem, das eine »Resozialisierung« nicht fördert, sondern verhindert“. Man sehe in diesen Szenen, „was Fingscheidt an dem Projekt gereizt haben muss: Ruth ist auf ihre Weise ebenfalls eine »Systemsprengerin«, nur dass nicht das System an ihr, sondern sie am System zu scheitern droht.“ Allerdings verlasse der Film „diesen spannenden, zeitgemäßen Pfad“, und werde „zu einer konventionellen, wenig glaubhaften Geschichte um Vergebung und Wiedervereinigung.“
Im Filmdienst urteilte Sofia Glasl: „Angesichts des nach dem Baukastenprinzip zusammengewürfelten Drehbuchs“ erschöpfe sich die Figurenzeichnung „weitgehend in Schwarzweißmalerei.“ „Was in den Händen von Nora Fingscheidt ein einfühlsames Sozialdrama hätte werden können“, ende letztlich „als flacher und willkürlicher Thriller“.